# Фискальные марки Эстонии
Фиска́льные ма́рки независимой Эсто́нии применялись для оплаты гербового сбора с 1919 по 1940 год. Кроме того, фискальные марки употреблялись на территории Эстонии во времена Российской империи и немецкой оккупации в Первую и Вторую мировые войны.

## Период Российской империи
Ранние фискальные марки на территории Эстонии имели распространение с 1875 по 1917 год, когда Эстония была частью Российской империи. Они представляли собой российские фискальные выпуски и подробно описаны в специальном издании Международного общества эстонской филателии (англ. International Estonian Philatelic Society), выходившем в 2001 году.

## Выпуски периода германской оккупации (1918)
В 1918 году, в период германской оккупации Таллина, были выпущены две фискальные марки с изображением парусного одномачтового судна и текстом двух видов: нем. «Hauptstelle für Handel u. Gewerbe — Reval» («Управление торговли и ремёсел, Ревель») и «Rohstoff-und Handelsabteilung — Reval» («Департамент сырья и торговли, Ревель»). Номиналы были указаны в пфеннигах. В дальнейшем дизайн этих марок послужил основой для создания первых марок Эстонии.

## Выпуски независимой Эстонии
В период с 1919 по 1940 год в независимой Эстонии было эмитировано четыре серии фискальных марок.

### Первый выпуск (1919—1921)
Фискальные марки первой серии были различны по размерам и качеству бумаги.
| Номинал   | Цвет              | Сюжет                 | Дата выхода  | Размер     | Художник            | Типография                          |
| --------- | ----------------- | --------------------- | ------------ | ---------- | ------------------- | ----------------------------------- |
| 10 пенни  | светло-коричневый | Карта Северной Европы | май 1919     | 18 × 31 мм | Эдуард Поланд       | Департамент военной картографии     |
| 10 пенни  | коричневый        | Карта районов Эстонии | октябрь 1919 | 20 × 29 мм | Эдуард Поланд       | Государственная типография          |
| 50 пенни  | пурпурный         | Кадуцей               | июль 1919    | 18 × 30 мм | Эрнст Густав Кюнерт | Паалман                             |
| 1 марка   | синий             | Корабль викингов      | март 1919    | 19 × 29 мм | Эдуард Поланд       | Департамент военной картографии     |
| 1 марка   | фиолетово-синий   | Парусник              | июль 1919    | 20 × 21 мм | Эдуард Поланд       | Паалман                             |
| 3 марки   | коричневый        | Кадуцей               | март 1919    | 20 × 39 мм | Эрнст Густав Кюнерт | Паалман                             |
| 10 марок  | серый             | Кадуцей               | июнь 1921    | 22 × 37 мм | Эдуард Поланд       | Государственная типография, Паалман |
| 20 марок  | жёлто-коричневый  | Солнечная розетка (?) | август 1919  | 22 × 37 мм | Эрнст Густав Кюнерт | Паалман                             |
| 50 марок  | серо-зелёный      | Цифра «50»            | июнь 1919    | 21 × 37 мм | Эрнст Густав Кюнерт | Государственная типография          |
| 100 марок | серый             | Синий орнамент        | февраль 1920 | 26 × 42 мм | Эдуард Поланд       | Государственная типография          |

|         |          |         |         |                       |            |
| Кадуцей | Парусник | Кадуцей | Кадуцей | Солнечная розетка (?) | Цифра «50» |

### Второй выпуск (1923—1928)
На фискальных марках второго выпуска помещено изображение гербов эстонских городов. Художник — Георг Вестенберг. Марки печатались в Государственной типографии. Размер — 20 × 30—31 мм.
| Номинал   | Цвет           | Сюжет                | Дата выхода      |
| --------- | -------------- | -------------------- | ---------------- |
| 1 марка   | синий          | Герб Выру            | 27 ноября 1923   |
| 3 марки   | светло-зелёный | Герб Курессааре      | 23 марта 1924    |
| 5 марок   | фиолетовый     | Герб Пайде           | 20 февраля 1924  |
| 10 марок  | коричневый     | Герб Пярну           | 15 февраля 1925  |
| 20 марок  | красный        | Герб Нарвы           | 10 сентября 1924 |
| 50 марок  | жёлтый         | Герб Тарту (красный) | 25 мая 1928      |
| 100 марок | зелёный        | Герб Таллина (синий) | 15 марта 1925    |

### Третий выпуск (1928)
Третий выпуск представляет собой переиздание марок второго выпуска с номиналами в сентах и кронах вместо марки. Миниатюра номиналом в 20 марок была заменена маркой с номиналом в 25 сентов (рисунок — герб Нарвы, остался без изменений), кроме того была выпущена марка с номиналом в 5 крон, на которой был изображён герб Эстонии (голубая и жёлтая).
Судя по имеющимся гашениям, даты выхода марок третьего выпуска были следующие:
- 1 сент — 21 марта 1928.
- 3 сента — 14 июня 1928.
- 5 сентов — 4 сентября 1928.
- 10 сентов — 18 сентября 1928.
- 25 сентов — 4 декабря 1928.
- 50 сентов — 5 октября 1928.
- 1 крона — 20 октября 1928.
- 5 крон — 5 ноября 1928.

### Четвёртый выпуск (1931—1934)
Дизайн фискальных марок четвёртого выпуска был изменён. Варяжский щит городского герба был окружён лавровым венком, сверху помещена лента с надписью «TEMPELMARK». Размер марок 20 × 30 мм.
Даты выхода марок четвёртого выпуска были следующие:
- 1 сент — 17 декабря 1934.
- 3 сента — 5 октября 1932.
- 5 сентов — 20 февраля 1931.
- 10 сентов — 15 января 1932.
- 25 сентов — 18 сентября 1932.
- 50 сентов — 13 сентября 1934.

## Выпуск периода немецкой оккупации (1941)
22 ноября 1941 года Директоратом экономики Эстонии (эст. Majandusdirektoorium) были сделаны надпечатки номинала в рейхспфеннигах и рейхсмарках на фискальных марках третьего (с номиналами в 1 и 5 крон) и четвёртого выпусков. Номинальная стоимость надпечатанных марок соответствовала номиналам в сентах и кронах, за исключением 30-пфенниговой (ранее 25 сентов) и 60-пфенниговой (ранее 50 сентов) марок.
|           |                 |            |            |
| Герб Выру | Герб Курессааре | Герб Пайде | Герб Пярну |